# Sedenião
Os sedeniões (português europeu) ou sedênios (português brasileiro) formam uma álgebra de dezesseis dimensões sobre os números reais. O conjunto dos sedeniões é denotado como {\displaystyle \mathbb {S} .} Dois tipos são atualmente conhecidos:
1. Sedeniões obtidos pela aplicação da construção de Cayley-Dickson;
2. Sedeniões cônicos (álgebra-M de dezesseis dimensões), depois de Charles Musès - parte do seu conceito de hipernúmero.

## Sedeniões de Cayley-Dickson

### Aritmética
Como os octoniões (de Cayley-Dickson), a multiplicação de sedeniões de Cayley-Dickson não é nem comutativa nem associativa. Mas, em contraste com os octoniões, os sedeniões não têm nem mesmo a propriedade de serem alternativos. Eles têm, entretanto, a propriedade de serem associativos em relação à potenciação.
Todo sedenião é uma combinação linear real dos sedeniões unitários 1, e1, e2, e3, e4, e5, e6, e7, e8, e9, e10, e11, e12, e13, e14 e e15, que formam uma base do espaço vetorial dos sedeniões.
Os sedeniões têm um elemento neutro da multiplicação (1) e inversos multiplicativos, mas eles não são uma álgebra da divisão. Isso porque eles têm divisores de zero; isso significa que dois números diferentes de zero podem ser multiplicados e ter um resultado igual a zero: um exemplo trivial é (e3 + e10) (e6 - e15). Todos os sistemas númericos hipercomplexos baseados na construção de Cayley-Dickson dos sedeniões contém divisores de zero.
A tabela de multiplicação desses sedeniões unitários é a seguinte:
| ×   | 1   | e1   | e2   | e3   | e4   | e5   | e6   | e7   | e8  | e9   | e10  | e11  | e12  | e13  | e14  | e15  |
| --- | --- | ---- | ---- | ---- | ---- | ---- | ---- | ---- | --- | ---- | ---- | ---- | ---- | ---- | ---- | ---- |
| 1   | 1   | e1   | e2   | e3   | e4   | e5   | e6   | e7   | e8  | e9   | e10  | e11  | e12  | e13  | e14  | e15  |
| e1  | e1  | -1   | e3   | -e2  | e5   | -e4  | -e7  | e6   | e9  | -e8  | -e11 | e10  | -e13 | e12  | e15  | -e14 |
| e2  | e2  | -e3  | -1   | e1   | e6   | e7   | -e4  | -e5  | e10 | e11  | -e8  | -e9  | -e14 | -e15 | e12  | e13  |
| e3  | e3  | e2   | -e1  | -1   | e7   | -e6  | e5   | -e4  | e11 | -e10 | e9   | -e8  | -e15 | e14  | -e13 | e12  |
| e4  | e4  | -e5  | -e6  | -e7  | -1   | e1   | e2   | e3   | e12 | e13  | e14  | e15  | -e8  | -e9  | -e10 | -e11 |
| e5  | e5  | e4   | -e7  | e6   | -e1  | -1   | -e3  | e2   | e13 | -e12 | e15  | -e14 | e9   | -e8  | e11  | -e10 |
| e6  | e6  | e7   | e4   | -e5  | -e2  | e3   | -1   | -e1  | e14 | -e15 | -e12 | e13  | e10  | -e11 | -e8  | e9   |
| e7  | e7  | -e6  | e5   | e4   | -e3  | -e2  | e1   | -1   | e15 | e14  | -e13 | -e12 | e11  | e10  | -e9  | -e8  |
| e8  | e8  | -e9  | -e10 | -e11 | -e12 | -e13 | -e14 | -e15 | -1  | e1   | e2   | e3   | e4   | e5   | e6   | e7   |
| e9  | e9  | e8   | -e11 | e10  | -e13 | e12  | e15  | -e14 | -e1 | -1   | -e3  | e2   | -e5  | e4   | e7   | -e6  |
| e10 | e10 | e11  | e8   | -e9  | -e14 | -e15 | e12  | e13  | -e2 | e3   | -1   | -e1  | -e6  | -e7  | e4   | e5   |
| e11 | e11 | -e10 | e9   | e8   | -e15 | e14  | -e13 | e12  | -e3 | -e2  | e1   | -1   | -e7  | e6   | -e5  | e4   |
| e12 | e12 | e13  | e14  | e15  | e8   | -e9  | -e10 | -e11 | -e4 | e5   | e6   | e7   | -1   | -e1  | -e2  | -e3  |
| e13 | e13 | -e12 | e15  | -e14 | e9   | e8   | e11  | -e10 | -e5 | -e4  | e7   | -e6  | e1   | -1   | e3   | -e2  |
| e14 | e14 | -e15 | -e12 | e13  | e10  | -e11 | e8   | e9   | -e6 | -e7  | -e4  | e5   | e2   | -e3  | -1   | e1   |
| e15 | e15 | e14  | -e13 | -e12 | e11  | e10  | -e9  | e8   | -e7 | e6   | -e5  | -e4  | e3   | e2   | -e1  | -1   |

## Sedeniões cônicos

### Aritmética
Em contraste com os sedeniões de Cayley-Dickson, que são contituídos de uma unidade (1) e 15 raízes da unidade negativa (-1), sedeniões cônicos são constituídos de 8 raízes quadradas da unidade positiva e negativa cada. Eles compartilham a não-associatividade e a não-comutatividade com a aritmética dos sedeniões de Cayley-Dickson ("sedeniões circulares"). Entretanto, sedeniões cônicos são modulares, alternativos e flexíveis. Com a exceção de seus nilpotentes, divisores de zero e do próprio zero, a aritmética é fechada em relação à potenciação e às operações com logaritmos. Sedeniões cônicos não são associativos em relação à potenciação.